# 모리스 깁
모리스 어니스트 깁(영어: Maurice Ernest Gibb, CBE, 1949년 12월 22일 ~ 2003년 1월 12일)은 영국 맨섬에서 태어난 싱어송라이터로, 그룹 비지스의 주요 구성원이다. 로빈 깁의 쌍둥이 남동생이다.

## 생애
1994년 형 배리 깁, 쌍둥이 형 로빈 깁과 함께 작곡가 명예의 전당에 올랐다.
1969년에 너무 이르다는 형 배리의 반대를 무릅쓰고 가수 룰루와 결혼하기도 하였는데, 모리스의 과한 음주가 부부관계에 문제를 일으켰고 4년 후 이혼했다. 다만 이혼 후에도 둘의 관계는 좋게 유지되었다고 한다.
2003년 1월 12일, 장(腸)수술 중 심근 경색으로 인해 사망하였다.

## 서훈
- 2002년 대영 제국 훈장 3등급(CBE) 수훈[3]